# بورتون اغبرت ستيفنسون
بورتون اغبرت ستيفنسون (بالإنجليزية: Burton Egbert Stevenson)‏ هو أمين مكتبة وصحفي أمريكي، ولد في 9 نوفمبر 1872 في تشيليكوث في الولايات المتحدة، وتوفي بنفس المكان في 13 مايو 1962.

## وصلات خارجية
- بورتون اغبرت ستيفنسون على موقع IMDb (الإنجليزية)